# Nassarius scissuratus
Nassarius scissuratus es una especie de caracol marino, un molusco gasterópodo marino de la familia Nassariidae, también conocida como caracoles de barro de Nassa.

## Descripción
La longitud de la concha varía entre 9 and 15 mm (0,35 y 0,59 in).

## Distribución
Esta especie se encuentra en el Mar Caribe, el Golfo de México y las Antillas Menores, en la Cordillera Mesoatlántica y en el Océano Atlántico frente a Uruguay.

## Identificadores taxonómicos
- ADW – Animal Diversity Web: Nassarius scissuratus
- CoL – Catalogue of Life: Nassarius scissuratus
- iNaturalist – Nassarius scissuratus
- Observation.org – Nassarius scissuratus
- Open Tree of Life – Nassarius scissuratus
- SeaLifeBase – Nassarius scissuratus

- Datos: Wikidata: Q3140994